# Бабимост (гмина)
Бабимост (пол. Babimost) — гмина (волость) в Польше, входит как административная единица в Зелёногурский повет, Любушское воеводство. Население — 6506 человек (на 2004 год).

## Демография
| Перепись                       | Всего   | Всего | Женщины | Женщины | Мужчины | Мужчины |
| ------------------------------ | ------- | ----- | ------- | ------- | ------- | ------- |
| Единицы                        | человек | %     | человек | %       | человек | %       |
| Население                      | 6383    | 100   | 3275    | 50,3    | 3231    | 49,7    |
| Плотность населения (чел./км²) | 70,1    | 70,1  | 35,3    | 35,3    | 34,8    | 34,8    |

## Соседние гмины
1. Гмина Каргова
2. Гмина Седлец
3. Гмина Сулехув
4. Гмина Щанец
5. Гмина Збоншинек
6. Гмина Збоншинь